# Basil Spence
Sir Basil Urwin Spence (Bombay, 13 agosto 1907 – Yaxley, 19 novembre 1976) è stato un architetto britannico, noto per aver curato la ricostruzione della cattedrale di Coventry distrutta dal bombardamento a opera della Luftwaffe del 1940.

## Opere
Tra le opere significative si segnala anche il palazzo dell'ambasciata del Regno Unito in Italia a Roma, di fianco alle mura aureliane in prossimità di Porta Pia, l'estensione del Palazzo delle Nazioni Unite a Ginevra, l'estensione del Parlamento a Wellington in Nuova Zelanda. All'Expo del 1967 in Canada rappresenta la Gran Bretagna al padiglione britannico.
Dal 1958 al 1960 è stato presidente del Royal Institute of British Architects e dal 1961 al 1968 Spence è stato professore di architettura alla Royal Academy of Arts.
Il 23 febbraio 2012, a 50 anni dalla ricostruzione della Cattedrale di Coventry, la Royal Mail pubblica un francobollo commemorativo in onore all'architetto che curò il progetto.